# Laetmonice willemoesi
Laetmonice willemoesi är en ringmaskart som beskrevs av McIntosh 1885. Laetmonice willemoesi ingår i släktet Laetmonice och familjen Aphroditidae.
Artens utbredningsområde är havet kring Nya Zeeland. Inga underarter finns listade i Catalogue of Life.